# Sint-Gaugericuskerk (Pamel)

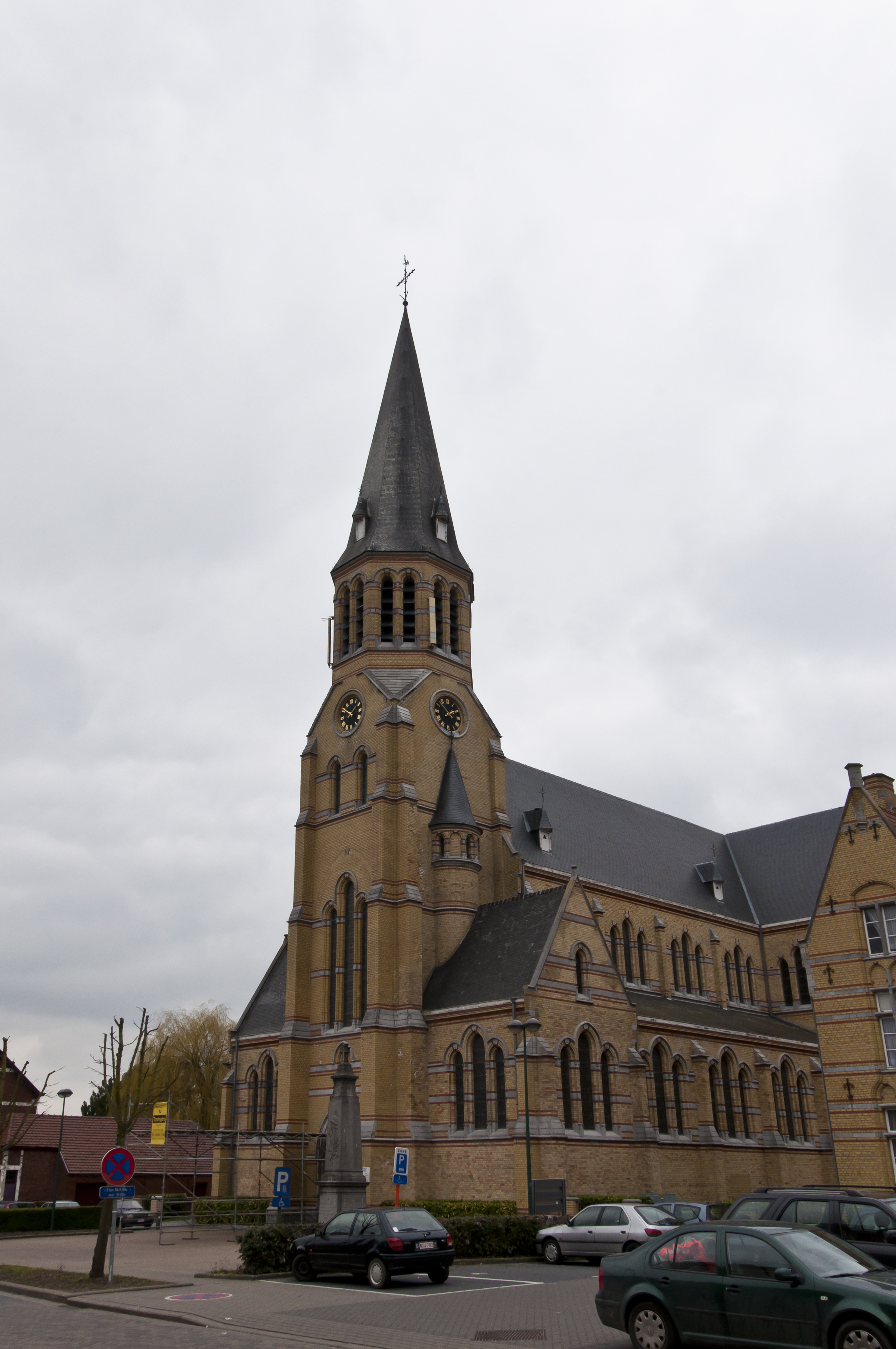
De Sint-Gaugericuskerk

De Sint-Gaugericuskerk is de parochiekerk van Pamel, deelgemeente van Roosdaal.
De kerk in neogotische stijl, werd gebouwd in 1903 naar een ontwerp van Jules Goethals. Op 8 september 1921 werd ze plechtig ingewijd door kardinaal Mercier.
De kerk werd gebouwd ter vervanging van een verdwenen kerkgebouw dat meer in het westen, vlak bij de Dender op een plaats die toen het centrum van Pamel vormde. Al in 1179 stond hier een kerk die in 1868-69 werd vergroot. De kerktoren werd verhoogd in 1878 maar de instorting van de toren, het jaar nadien, zorgde ervoor dat het gebouw volledig werd gesloopt. Een deel van haar inboedel verhuisde naar het nieuwe kerkgebouw.
De laatste kerkbaljuw was Josephus Désidérus Cautaerts (1888-1962), in Pamel beter gekend als de "zwisj". Zijn achterkleinzoon Koenraad Hyppoliet Marie Désiré Joseph Cautaerts (1986) zet als enige in België deze familietraditie van 113 jaar verder te Aarschot en te Roosdaal. België telt 5 Kerkbaljuw's waarvan de familie Cautaerts uit Pamel de enige is die deze familietraditie (van vader op zoon) verder zet na 113 jaar.

## Patroon
De beschermheilige van de kerk is Sint-Gaugericus. Naast deze heilige worden ook de heiligen Cornelius en Laurentius vereerd.

## Pastoors te Pamel
- Henricus Van Eyndhoven (1849 - 1926), onderpastoor (19 januari 1877) en pastoor te Pamel (20 juni 1890)
- Joannes Verwimp (1873 - 1943), pastoor te Pamel (7 mei 1926)
- Jozef Janssens (1880 - 1950), pastoor te Pamel (6 april 1929)
- Jozef Geeraerts (1901 - 1988), onderpastoor te Pamel (1948) en deken van de dekenij Liedekerke-Roosdaal (1966)
- Jozef Uytterhoeven (1928 - 1993), pastoor te Pamel (1971)
- André Smismans (1931), onderpastoor en pastoor te Pamel
- Marcel Raymaekers
- Kris Van Den Bossche